# Cyrtinus beckeri
Cyrtinus beckeri là một loài bọ cánh cứng trong họ Cerambycidae.